# Grand Prix (tennis)
De Grand Prix tennis circuit was van 1970 tot en met 1989 de benaming van de tennistour voor de mannen.
De Amerikaanse tennisser Jack Kramer nam in 1969 het initiatief om de belangrijke toernooien onder te brengen in een competitie. De mondiale tennisbond de ILTF gaf in 1970 haar fiat. 
De organisatie was van 1974 tot en met 1989 in handen van de Men's International Professional Tennis Council. Deze organisatie bestond uit vertegenwoordigers van de Association of Tennis Professionals en de ILTF. 
Nadat de Association of Tennis Professionals de organisatie naar zich toe trok, werd de Grand Prix vervangen door de ATP Tour.